# Krótki film o zabijaniu
Krótki film o zabijaniu (bra: Não Matarás; prt: Breve Filme sobre o Acto de Matar) é um filme de drama polonês de 1988 dirigido por Krzysztof Kieślowski e escrito por Kieślowski e Krzysztof Piesiewicz. Estrelado por Mirosław Baka, Krzysztof Globisz e Jan Tesarz, completa a sequência Krótki film o miłości.

## Elenco
- Mirosław Baka - Jacek Lazar
- Krzysztof Globisz - Piotr Balicki (advogado)
- Jan Tesarz - Waldemar Rekowski (taxista)
- Zbigniew Zapasiewicz
- Barbara Dziekan
- Aleksander Bednarz
- Jerzy Zass
- Zdzisław Tobiasz
- Artur Barciś
- Krystyna Janda - Dorota
- Olgierd Łukaszewicz - Andrzej
- Peter Falchi
- Elzbieta Helman - Beatka
- Maciej Maciejewski